# جيمس وودارد
جيمس وودارد ولد يوم 24 جانفي سنة 1994 في مدينة أوكلاهوما و هو لاعب كرة سلة أمريكي محترف لنادي هامبورغ تاورز التابع الدوري التركي لكرة السلة . و لعب كرة السلة الجامعية في تولسا من عام 2012 إلى عام 2016.

## وصلات خارجية
لم يتم العثور على روابط لمواقع التواصل الاجتماعي.